# Ludwik Ferdynand Hohenzollern (1772–1806)
Friedrich Ludwig Christian Prinz von Preußen, zwany Louis Ferdinand jako pierwszy z trzech Hohenzollernów noszących te imiona, (ur. 18 listopada 1772 w zamku Friedrichsfelde w Berlinie, zm. 10 października 1806 na polu bitwy w Wöhlsdorf k. Saalfeld/Saale) – książę i generał pruski z dynastii Hohenzollernów, kompozytor, brat ks. Augusta Pruskiego, bratanek Fryderyka II Wielkiego, szwagier ks. Antoniego Radziwiłła.

## Życiorys
Zwany "pruskim Apollonem", ten jedyny członek tak niby marsowej dynastii Hohenzollernów, który poległ na polu bitwy, był trzecim synem ks. Augusta Ferdynanda Pruskiego i pochodzącej z bocznej linii domu pruskiego Anny Elżbiety Luizy von Brandenburg-Schwedt. Jak wszyscy męscy członkowie jego dynastii, poświęcił się wcześnie karierze wojskowej i wziął już w 1792 udział w 1. wojnie koalicyjnej przeciw Republice Francuskiej. Następnie walczył, już w randze generała, pod rozkazami Karola Wilhelma Brunszwickiego i został ranny w roku 1793 w czasie oblężenia Moguncji. W roku 1795, po zawarciu pokoju w Bazylei między Francją, Hiszpanią, Prusami i Hesją-Kassel nastał tymczasowy pokój i Ludwik Ferdynand powrócił do swego garnizonu w Magdeburgu, gdzie oddał się swemu ulubionemu zajęciu, komponowaniu, oraz, niestety, ekscesom seksualnym i alkoholowym. 
Jego rówieśnik i towarzysz broni Friedrich August Ludwig von der Marwitz (1772-1837) autor wnikliwych pamiętników z epoki, opisywał zwyczaje księcia następująco: "było w nim coś nadzwyczajnego, i został by niezwykłym człowiekiem, gdyby wojna nie została szybko zakończona poprzez pokój w Bazylei, kiedy miał dopiero 23 lata. [...] W sytuacji politycznej, która u nas zaistniała, prowadził przez 13 lat próżniacze życie i szukał rozrywek- niebezpiecznych polowań, męczących galopów na koniach, szukał przyjemności w wyszukanych ucztach i w ramionach dziewcząt. W końcu oddał się pijaństwu. Od roku 1806 pił już tylko szampana i zaczynał to robić natychmiast po przebudzeniu, tak że do południa zdążał wychylić sześć butelek, zaś dziennie więcej niż dwanaście. Nigdy przy tym nie wydawał się pijany, piękno jego ciała i rysów pozostawało nienaruszone. Gdyby był żył dłużej, choroba i słabość z pewnością powaliły by go zupełnie nieoczekiwanie" (tłum. AvF).
W czasach swej bezczynności Ludwik Ferdynand należał do kamaryli na dworze berlińskim, która parła niezdecydowanego i bojaźliwego króla Fryderyka Wilhelma III do ponownej wojny z napoleońską Francją. W końcu, w maju 1805 król ogłosił mobilizację. W walce z kawalerią marszałka Lannes'a Ludwik Ferdynand poległ 10 października 1806 na polu bitwy w czasie potyczki pod Saalfeld/Saale, dwa dni przed totalną klęską Prus w bitwie pod Auerstedt. 
Książę był uzdolnionym kompozytorem i opublikował 13 utworów muzycznych, głównie kwartety, kwintety i tria na fortepian, skrzypce, altówkę i wiolonczelę. Jako wirtuoz zdobył uznanie Beethovena, który powiedział o jego grze na fortepianie:książę wcale nie gra po królewskiemu czy książęcemu, lecz jak porządny pianista. Robert Schumann nazwał go najromantyczniejszym ze wszystkich książąt i romantykiem okresu klasycyzmu.
Podobnie jak brat August, Ludwik Ferdynand pozostał w stanie bezżennym. Miał troje nieślubnych dzieci: ur. w roku 1789 córkę Karolinę ze związku z Eberhardyną von Schlieben, oraz ze związku z Fryderyką Fromme syna Henryka Ludwika ur.1803 i Emilię ur. 1804. W 1810 dzieci z Fryderyką zostały nobilitowane z nazwiskiem von Wildenbruch (od podarowanego jej majątku Wildenbruch na Pomorzu, dziś: Swobnica).